# Варпаховська Ганна Леонідівна
Ганна Леонідівна Варпаховська (нар.. 11 червня 1949 року, Магадан, Російська РФСР, СРСР) — російська радянська акторка театру і кіно, Заслужена артистка Російської РФСР (1987). Дочка Леоніда Варпаховського.

## Біографія
У 1971 році закінчила з відзнакою Вище театральне училище ім. Бориса Щукіна при Театрі імені Є. Вахтангова і була прийнята до трупи Московського драматичного театру ім. К. С. Станіславського, де пропрацювала до 1994 року. У 1994 році емігрувала до Канади в Монреаль, де створила разом з режисером Г. Зіскіним російський театр імені Леоніда Варпаховського. З 2006 року і дотепер грає у виставах в театрі російської драми імені Лесі Українки в Києві. У 2013—2016 роках співпрацювала з київським театром «Актор». За роки роботи в театрі нею зіграно багато ролей класичного російського і західного репертуару, а також багато ролей в сучасних п'єсах.
Роботи Ганни Варпаховської були високо оцінені глядачами і критикою. За її заслуги в галузі радянського театрального мистецтва Президія Верховної Ради Російської РРФСР Указом від 8 вересня 1987 року присвоїла їй звання «Заслужений артист РРФСР».
Знялася в двадцяти телефільмах. У 1979 році на Дев'ятому Фестивалі молодих кінематографістів Мосфільму стала лауреатом за роль Лізи у фільмі режисера Алли Сурикової «Суєта суєт».
У 1995 році разом з режисером Григорієм Зіскіним заснувала єдиний професійний російськомовний сценічний майданчик — Російський драматичний театр імені Л. Варпаховського у Монреалі, Канада, здійснює свої постановки для жителів Канади і США. У театрі працюють професійні актори, які живуть на північноамериканському континенті, а також актори, запрошені з Росії.
Наприкінці 2010-х років переїхала до Києва, де стала працювати у театрі ім. Лесі Українки. Отримала посвідку на проживання в Україні. Також знімалась в документальному проекті «Речдок» на телеканалі Інтер.

## Особисте життя
Перший чоловік — Борис Федорович Сморчков, радянський і російський актор.
Чоловік — Володимир Сергійович Колеров, двоє дітей.

## Творчість

### Ролі в театрі
Театр драми імені Станіславського
- Міліца, «Мелодія для павича» Освальда Заградника
- Луїза Міллер, «Підступність і любов» Шиллера
- Таня, «Прощання в червні» Вампілова
- Глафіра, «Вовки і вівці» Олександра Островського (премія за жіночу роль, 1976 рік)
- Олена, «Перевізник» Єжи Шанявського
- Лізавета, «Новосілля в старому будинку» Кравцова
- Ванда, «Матуся Анета» Кіріцеску
- Ельза, «Чорт» Ференца Мольнара
- Саша, «Живий труп» Льва Толстого
- Ірена, «Брись, кістлява, брись» Саулюса Шальтяніса
- Гена, «Веселка взимку» Михайла Рощина
- Добра чарівниця, «Вставай, красуня, прокинься» Соколової
- Хтось, «Жіночий стіл у мисливському залі» Віктора Мережка
- Людмила, «Постояльці» Максима Горького
- Фрейлен Бюрстнер і Ліні, «Процес» Франца Кафки
- Горбушина, «Шановні громадяни» Михайла Зощенко
- Смельская, «Таланти і шанувальники» Олександра Островського
- Елеонора, «Танго» Славомира Мрожека (премія за жіночу роль на Четвертому Фестивалі польської драматургії в СРСР

Російський театр імені Варпаховського
- Наталія Степанівна, «Пропозиція» Антона Чехова
- Попова, «Ведмідь» Чехова
- Москальова «Дядечків сон» Федора Достоєвського
- Віра, «Лавка» Олександра Гельмана
- Вона, «Принади зради» Валентина Красногорова
- Наталя Павлівна, «Граф Нулін» Олександра Пушкіна
- Мурзавецкая, «Вовки і вівці» Олександра Островського
- Матильда, «Якщо все не так» Брікера та Ласега
- Місіс Брокелес, «Остання Любов» Мухарьямова за однойменним оповіданням Ісаака Зінгера
- Христина, «Чотири доводи на користь шлюбу» Річарда Баера
- Люсі, «Мільярд для спадкоємців» Шено
- Сюзетта, «Сімейна вечеря» Камолетті
- Елеонора, «Антипьеса для антипубліки» Жаміака
- Люсіль, Бабине літо

Спільні постановки Російського театру імені Л. Варпаховського з театром російської драми імені Лесі Українки
- Люсіль, «Бабине літо» Менчелла
- Москальова, «Дядечків сон» Федора Достоєвського
- Сюзетта «Сімейна вечеря» Камолетті
- Едда «Прощальне танго» Альдо Ніколаї
- Марго «Спасибі, Марго!» Мухарьямова
- Циля «Наша кухня» Асі Котляр
- Ольга «Іграшка для мами» Альдо Ніколаї

### Фільмографія
- 1977 — Ходіння по муках — Ладникова
- 1978 — Суєта суєт — Ліза
- 1979 — Екіпаж — пасажирка-американка
- 1981 — Жарт?! — Галина Дмитрівна
- 1981 — Будьте моїм чоловіком — курортниця-сусідка
- 1981 — Брелок з секретом — епізод
- 1983 — Вітя Глушаков — друг апачів — Ірина Василівна
- 1984 — Осине гніздо (фільм-спектакль) — Ванда
- 1988 — Новосілля в старому будинку (фільм-спектакль) — Лізавета
- 1991 — Чорнобиль: Останнє попередження (телефільм, США, СРСР) — перекладачка МихайлаГорбачова
- 2001 — Ідеальна пара — 7-а серія — Алла Терентіївна
- 2014 — Вітряна жінка (Росія, Україна) — Марія Володимирівна Суркова
- 2014 — Диво за розкладом (Україна) — Белла Давидівна Гольдман
- 2016 — Схід—Захід (Росія, Україна, Туреччина) — Ольга Павлівна
- 2018 — Схід—Захід-2 (Росія, Україна, Туреччина) — Ольга Павлівна
- 2018 — Людина без серця (Україна) — Софія
- 2018—2020 — Речдок. Особливий випадок/Особиста справа (Україна) — Алла Матвіївна

## Нагороди та звання
- Орден Дружби (3 серпня 2010 року, Росія) — за великий внесок у розвиток і зміцнення російсько-канадських культурних зв'язків[5].
- Заслужена артистка РРФСР (8 вересня 1987 року) — за заслуги в галузі радянського театрального мистецтва[6].